# Melog
Melog è una trasmissione radiofonica ideata e condotta da Gianluca Nicoletti, in onda dal gennaio 2006 sulle frequenze di Radio 24.

## Storia
La trasmissione, che riprende i temi di Golem, andato in onda su Radio Rai dal 1993 al 2004, segna il ritorno alla conduzione di una trasmissione radiofonica di Gianluca Nicoletti dopo un anno di assenza. Il nome della trasmissione non è altro che una scrittura al contrario del titolo "Golem".
Il filo conduttore è ancora una volta quello prediletto dal suo autore: la TV e i mezzi di informazione, compreso il web, e un'analisi quotidiana della società vista attraverso i media.
Dai microfoni di Melog, Nicoletti offre agli ascoltatori anche la possibilità di interagire e di dire la propria attraverso un "melogramma" o tramite registrazione di messaggi alla segreteria telefonica del numero verde di Radio 24.
Dall'8 settembre 2008 la trasmissione prende il nome di Melog 2.0, raddoppiando la durata (da mezz'ora ad un'ora).
Dal 9 gennaio 2012 la trasmissione prende il nome di Melog - La realtà condivisa, proponendosi come social network radiofonico. Invariata la durata e la collocazione oraria.
Dal 30 settembre 2013 la trasmissione prende il nome di MELOG - Cronache meridiane, va in onda dal lunedì al venerdì dalle 12.10 alle 13.00.
Dal 4 settembre 2017 la trasmissione prende il nome di  MELOG - Il piacere del dubbio va in onda dal lunedì al venerdì dalle 12.10 alle 13.00. È basata soprattutto su un sondaggio paradossale con gli ascoltatori.

## Sigla
La sigla del programma è stata, nelle prime serie, Little Boxes di Malvina Reynolds. Quando Melog è diventato Melog 2.0, la sigla è diventata un collage di Una musica brutal dei Gotan Project ed è rimasta tale per due anni. Dalla stagione 2010/2011 la sigla è Le tourbillon de la vie di Jeanne Moreau. Dal 9 gennaio 2012 la sigla è un pizzicato d'archi il cui titolo non è stato mai comunicato. Dal settembre 2017 la sigla cambia ancora in un pezzo caratterizzato da percussioni e realizzato per il programma. Dall'autunno 2021, la sigla è I don't mind failing in this world tratto dall' LP del 1966 Malvina Reynolds...Sings the truth 